# Operación Mato Grosso

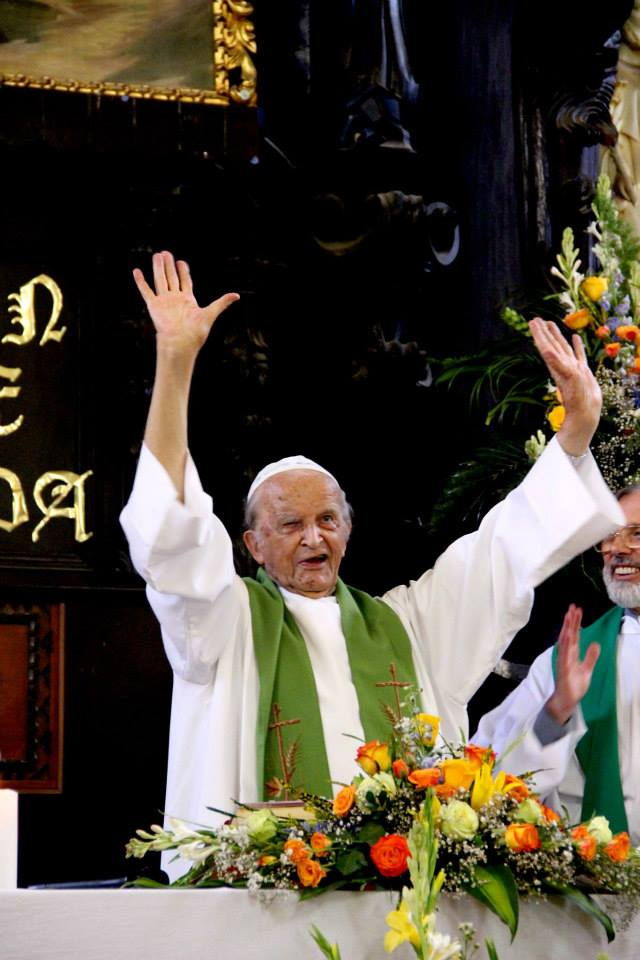
Ugo de Censi (1924-2018), fundador de la OMG en 1967.

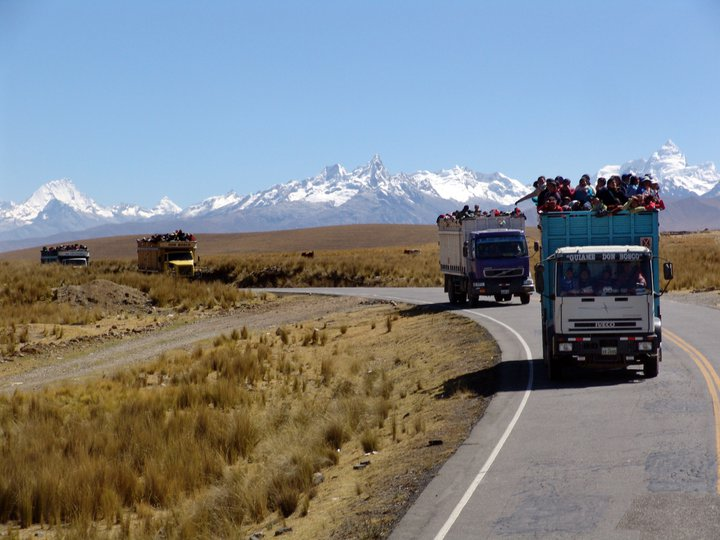
Oratorianos de la Zona de los Conchucos dirigiéndose a un retiro en Chimbote por la Meseta de Conococha.

La Operación Mato Grosso (OMG), fundada en 1967 por el sacerdote italiano Ugo de Censi en Val Formazza, Piamonte, Italia, es una organización no gubernamental de jóvenes voluntarios italianos, que desarrolla actividades de lucha contra la pobreza en Brasil, Bolivia, Ecuador y Perú a través de proyectos vinculados con la educación, formación para el trabajo, salud, vivienda, electrificación rural, promoción de microempresarios, artesanos, entre otras actividades que han contribuido a mejorar la calidad de vida de miles de pobladores. Aunque formalmente sin denominación, es decir, sin una identidad político-religiosa específica, las actividades de la OMG en misión se caracterizan principalmente por un espíritu católico.
Hoy en día, la OMG está presente en más de 50 comunidades en Perú, 17 en Ecuador, 9 en Bolivia y 12 en Brasil.

## Historia
La OMG se fundó en Val Formazza, provincia de Verbano, Italia, en 1967; cuando un grupo de jóvenes, encabezados por el padre misionero salesiano Ugo de Censi (1924-2018), decidió ir a Brasil, precisamente a Poxoréo, una localidad pobre en el Estado de Mato Grosso, con el objetivo de construir una escuela. Al retornar a Italia, decidieron continuar su trabajo de caridad organizándose en grupos en el norte de Italia. Pocos años después, la operación se extendió al Perú, Ecuador y Bolivia respectivamente.
Relación con los salesianos
Después de su nacimiento, la OMG se enfrentó a la agitación cultural y política de los años 70, que se tradujeron en su seno con un discurso más atento a los temas del Tercer Mundo. Sin embargo, esta perspectiva estaba fuera de la óptica salesiana que criticaba a la OMG por un asistencialismo impuesto. Este último punto de vista fue observado al padre Ugo de Censi, líder de la OMG. El sacerdote fue objeto de críticas por parte de sus superiores, quienes desconfiaban de su autonomía y no compartían la falta de reglas escritas de la organización, así como la apertura demasiado desinhibida para los laicos de la obra misionera, solo en 1992 hubo un acuerdo legal y definitivo entre De Censi y sus superiores que le dio la libertad de seguir con la OMG a través de la fórmula "ABSENTIA A DOMO RATIONE APOSTOLATUS" o " Ausencia de la casa religiosa por motivos apostólicos ".

## Estructura
Todo el movimiento se apoya en grupos de voluntarios extranjeros (mayormente italianos) residentes en América del Sur, que ya son más de 2.500 y que desarrollan tareas a nivel educativo y de ayuda desinteresada hacia los más necesitados del lugar apoyados por grupos de colaboradores voluntarios que ayudan desde su país de origen. Los colaboradores realizan acciones encaminadas a recoger fondos y material escolar que serán enviados a las zonas donde los voluntarios desarrollan su labor.

### Europa.
- España: En el año 2002, se creó una asociación formada por dos pequeños grupos de colaboradores, uno en Madrid y otro en Puerto Hurraco.
- Italia: Apoyados por el Movimiento Juvenil de Italia y los misioneros en todo el país.

### América
- Bolivia: Carabuco
- Brasil: Región del Mato Grosso.
- Ecuador: Cuatro Esquinas y Salinas de Tomabelas.
- Estados Unidos: Baltimore.
- Perú: La región Áncash cuenta con mayor infraestructura y apoyo; también se distribuyen en las regiones de Lima, Huánuco, Cusco, Cajamarca y Abancay.

## Campañas

### Educación

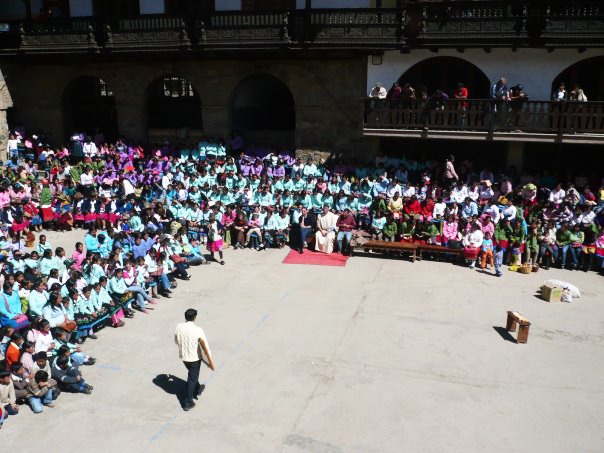
Niños del Oratorio de Los Andes en Chacas

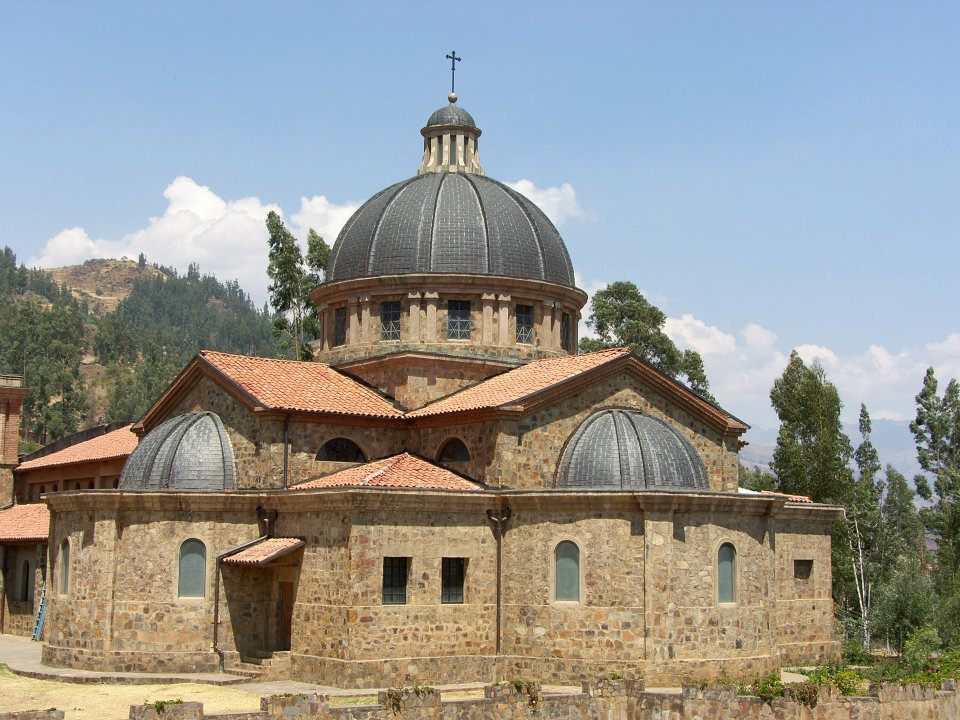
Santuario del Señor de Pomallucay, ubicado en San Luis, Áncash. Construido por los voluntarios entre 1985 y 1987

El padre Ugo fundó la Familia de Artesanos Don Bosco con el objetivo de mantener a los jóvenes de Chacas en su tierra natal sin necesidad de migrar en busca de oportunidades. Actualmente en la Familia de Artesanos Don Bosco trabajan alrededor de 600 jóvenes. Paralelamente, para dar una respuesta concreta a sus necesidades en el campo laboral, se crearon especializaciones en tallado y escultura en madera, restauración, pintura artística, vitrales, vidrio fusión, repujado en cobre y tallado en piedra.
Artesanos Don Bosco.Se le asegura a los jóvenes artesanos un futuro material y moral ya que los muebles construidos son vendidos en otros países, principalmente Italia y Estados Unidos.
Instituto Superior Tecnológico Don Bosco. Tras seis semestres académicos, los alumnos reciben el título de especialistas en construcciones artísticas en madera, aprendiendo también Diseño Artístico, Historia del Arte y Ciencias.
Taller y cooperativa "María Auxiliadora". Escuela de tejido creada en Yanama, Huaipán, S. Luis, Tinti, Uco, Raspapampa y San Martín. También cuenta con una cooperativa para fabricar, principalmente, chompas (jerséis) de alpaca que son exportadas a Italia.
Instituto Superior Pedagógico Católico Don Bosco. La instrucción que reciben los chicos de la sierra es muy pobre, porque los maestros son improvisados y están mal preparados y los profesores titulados no se trasladan a los lugares más alejados. Con este instituto se trata de preparar adecuadamente a los maestros para que puedan trabajar en estos pueblos. Insistiendo en la importancia de acudir a las clases para disminuir el elevado ausentismo en las aulas. Son varias las especialidades de los y numerosas promociones se han licenciado ya en sus institutos.
Casa de los pirañitas en Tangay. Los pirañitas son niños de la calle. En el desierto de Tangay se construyó una casa para estos grupos de pandilleros rebeldes, donde además de educación, a través de trabajos en contacto con animales y la naturaleza, se consiga reinsertarlos en la sociedad.

### Salud

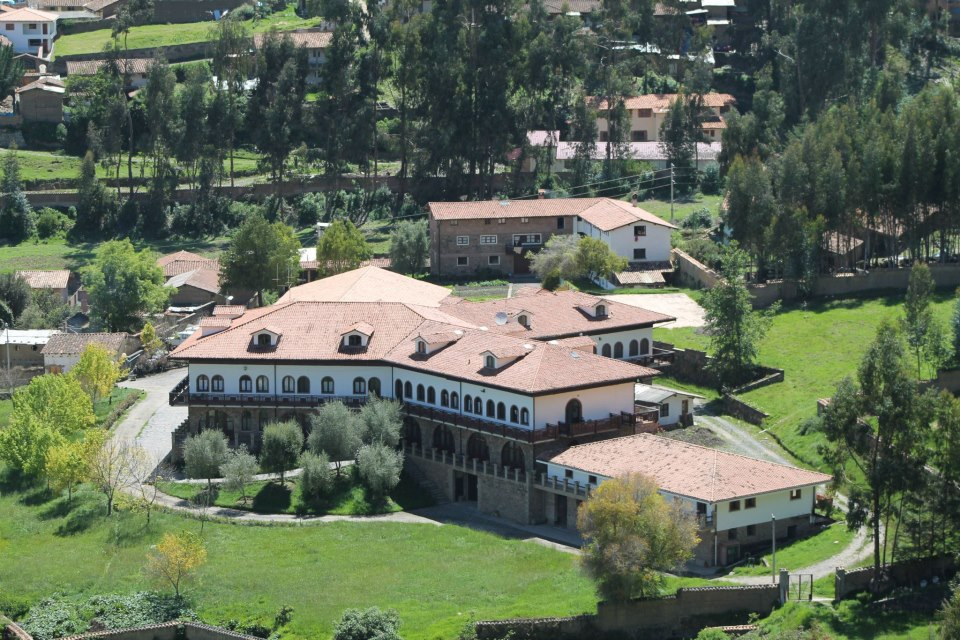
Hospital Mama Ashu, ubicado en Chacas.

Hospital Mama Ashu. Localizado en Chacas, moderno centro de salud cuya infraestructura difícilmente se encuentra en algún otro lugar de la sierra peruana. Hay disponibles 36 camas, sala de emergencia, radiología, laboratorio, sala de parto, sala de operaciones, farmacia y consultorio dental. También se ha abierto recientemente otro hospital en Yanama. Suelen estar atendidos por médicos y enfermeras italianos que dedican su tiempo a enseñar a los médicos de la zona.
Instituto Tecnológico de enfermería Don Bosco.
Casa Virgen de Guadalupe. Está en Lima y alberga a pacientes con casos clínicos complicados. Aquí los enfermos encuentran hospitalidad para ellos y para eventuales familiares mientras son tratados en los hospitales de la capital.

### Servicios a la comunidad
Casas de acogida. El estado de abandono material y afectivo de muchos niños ha provocado la creación de varias “Casas de los Niños” en las ciudades ancashinas de Yanama (para 40 niños de 2 a 10 años), en San Luis (para niños con discapacidad), en Tomanga, Llamellín y en Ñaña (Lima) para huérfanos y abandonados.
Luego del terremoto del 15 de agosto de 2007 en el sur del Perú, que asoló las ciudades de Pisco, y Chincha, la Operación Mato Grosso con ayuda de los jóvenes de las Parroquias de la sierra peruana, inició la construcción de 11 casas de material noble, cada una de dos plantas, en las poblaciones damnificadas.
Papa chacasina. Híbrido de semilla sexual de papa que permite a los agricultores de la zona obtener rendimientos que casi triplican el promedio nacional.
 Forestación. Cada año se plantan más de un millón de plantas, reforestándose hasta el momento más de 1.500 hectáreas de terreno.
Centrales hidroeléctricas de Collo y Jambón. Ubicadas en Chacas, abastecen de energía a las provincias de Asunción y Carlos Fermín Fitzcarrald, beneficiando así a más de 5.000 familias.

### Refugios de alta montaña

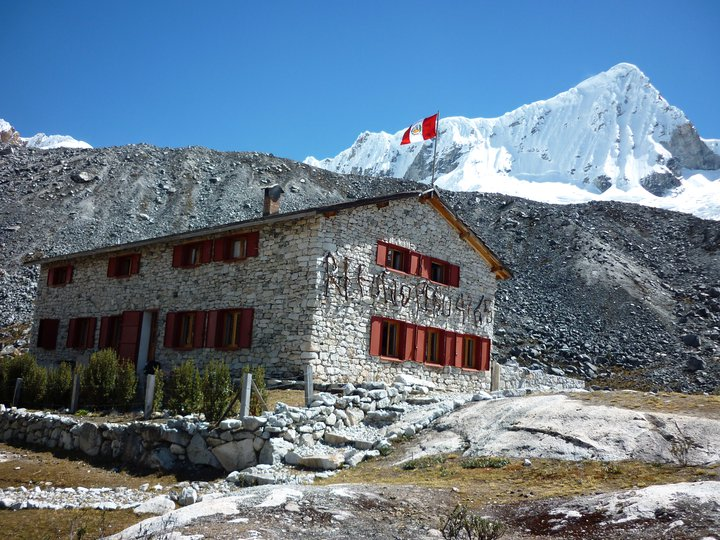
Refugio Perú a 4.765, ubicado en el campo morrena del nevado Pisco.

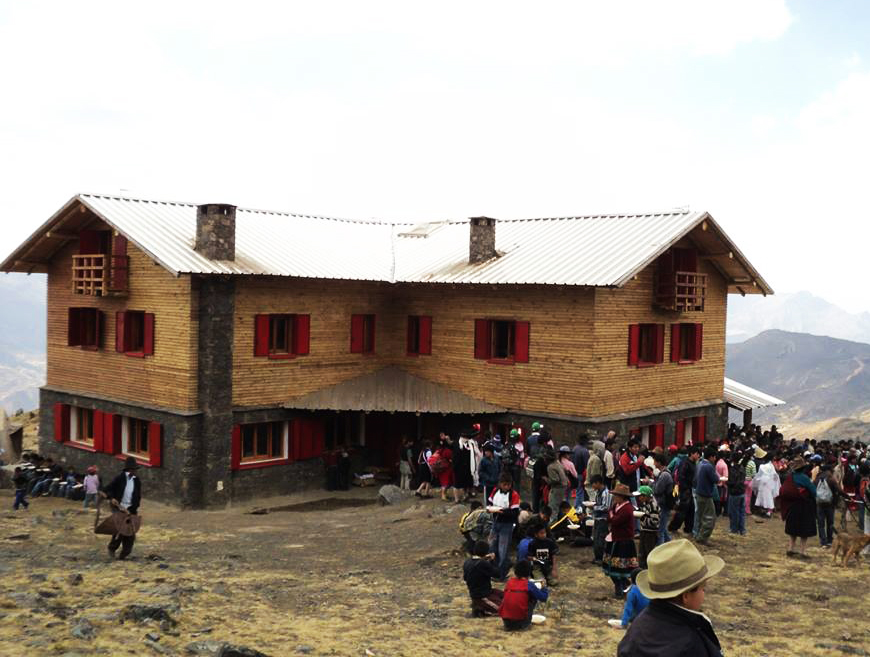
Refugio Contrahierbas a 4200

La operación instaló refugios de alta montaña como en los alpes italianos para turistas y montañeros, con el objeto de recolectar fondos que se destinan a los más pobres de la zona, para mejorar caminos, reconstruir chozas, comprar herramientas, etc. 
En la actualidad, existen instalados 5 refugios: Refugio Perú (4.765 m), Refugio Ishinca (4350 m), Refugio Don Bosco (4.670 m), Refugio Vivaque Longoni (5.000 m) y Refugio Contrahierbas que dan cobertura a picos como Huandoy (6.395 m), Pisco (5.752 m), Urus (5.495 m), Ishinca (5.530 m), Tocllaraju (6.030 m), Palcaraju (6.270 m), Ranrapalpa (6.162 m), Ocshapalpa (5.888 m), Contrahierbas y Huascarán